# Leonid Michajlovič Lavrovskij
Leonid Michajlovič Lavrovskij (in russo Леонид Михайлович Лавровский?; San Pietroburgo, 18 giugno 1905 – Parigi, 26 novembre 1967) è stato un coreografo, ballerino e direttore artistico russo.

## Biografia
Nato e cresciuto a San Pietroburgo, studiò danza alla Scuola del teatro imperiale, diplomandosi nel 1922. Successivamente fu scritturato dal Balletto Kirov, con cui danzò in ruoli da primo ballerino come Sigfried ne Il lago dei cigni, Jean de Brienne in Raymonda e il protagonista ne Les Sylphides. Parallelamente all'attività sulle scene, cominciò anche a coreografare pezzi originali, a partire da Katerina nel 1922. Il suo nome è legato soprattutto al Romeo e Giulietta di Sergej Prokof'ev, con cui collaborò nella realizzazione del balletto e ne coreografò la prima sovietica al Teatro Kirov nel 1940 con Galina Ulanova e Konstantin Sergeev nel ruolo dei protagonisti. Lo stile realista e altamente drammatico della coreografia lo rese uno dei maggiori esponenti del drambalet sovietico.
Sull'onda del successo di Romeo e Giulietta, Lavrovskij fu nominato direttore artistico del Balletto Bol'šoj nel 1944. Due anni più tardi ripropose il suo Romeo e Giulietta a Mosca, ottenendo il Premio Stalin. Nel 1954 lavorò nuovamente al balletto di Prokof'ev riadattando le sue coreografie per il grande schermo e co-dirigendo il film, intitolato L'ultima danza di Romeo e Giulietta, insieme a Leo Arnštam. Sempre nello stesso anno coreografò per il Bol'šoj la prima del balletto di Prokof'ev Il fiore di pietra e nel 1960 ottenne un ultimo grande successo con Paganini. Negli anni sessanta il suo stile coreografico più affine al teatro di prosa che al balletto classico fu messo in discussione da una nuova generazione di coreografi e, ormai passato di moda, Lavrovsij fu rimpiazzato da Jurij Grigorovič in veste di direttore artistico del Bol'šoj nel 1964. Trascorse i tre anni successivi insegnando all'Accademia statale di coreografia di Mosca.
Fu sposato con la ballerina Elena Georgievna Čikvaidze e loro figlio Michail fu un étoile del Bol'šoj. Lavrovskij morì a Parigi nel 1967 all'età di 62 anni.

## Filmografia
- L'ultima danza di Romeo e Giulietta (Ромео и Джульетта) (1954)